# Forgách utca (stanice metra v Budapešti)
Forgách utca je stanice budapešťského metra na lince M3, která leží v severní části Budapešti. Nachází se na křižovatce ulic Váci utca a Forgách utca. Stanice byla otevřena v roce 1990. Stanice je hloubená, uložená 4,71 m pod povrchem a má dvě boční nástupiště.